# Citró
El citró, herba groga o ravenissa negra (Hirschfeldia incana) és una brassicàcia nadiua de la Mediterrània.

## Etimologia
- Hirschfeldia: en honor de Christian Cay Lorenz Hirschfeld (1742-1792), jardiner i filòsof alemany, va escriure en 1755 un llibre sobre horticultura i jardineria.[1]
- incana: del llatí incanus (canós, blanquinós), perquè té pèls blancs més o menys abundant.[1]

## Noms vernacles
citrons (PV), ravanissa groga (B), ravenissa, ravenissa groga i ravenissa incana.

## Descripció
Hemicriptòfit biennal o pluriennal, erecte, molt ramificat i pilós sobretot a la base, de 20 a 80 cm d'alt. Les fulles inferiors peciolades, pinnatipartides o pinnatisectes amb els segments irregularment dentats, el terminal ovat, obtús i molt mes gran que els laterals. Mentre que les fulles superiors són subséssils, oblongo-linears i enteres. Les flors són d'un groc pàl·lid, i estan agrupades en raïms terminals, inicialment curts i densos. Els pedicels florals fan d'1-2 mm, els sèpals són de 4-5 mm i els pètals de 6-9 mm. El fruit és una síliqua més o menys aplicada a la tija, d'uns 8-17 x 1-1,5 mm, sobre un pedicel de 2,5-4 mm, amb un bec de 4-7 mm, inflat a la part superior i fent una vesícula tan ampla com la part valvar. Les valves joves del fruit amb tres nervis ben marcats. Conté 3-6 grans per cada lòcul i sovint 1 al bec. Floreix de març a l'octubre. El seu nombre cromosòmic és 2n = 14.

## Hàbitat i distribució
Viu en vores de camins, solars abandonats, camps de conreu, i llocs alterats. Es freqüent i de vegades dominant en la vegetació del Hordeion. Habita les terres baixes mediterrànies, principalment a les contrades de clima marítim (del domini de l'Oleo-Ceratonion al del Quercetum ilicis galloprovinciale. Rarament ascendeix al domini del Quercion pubescenti-petraeae).
Presenta una distribució mediterrània i irano-turaniana, i ha sigut introduïda en moltes altres regions com a espècie adventícia. És present també arreu de la Península Ibèrica. Als Països Catalans es pot trobar a les comarques marítimes (de la Fenolleda i del Rosselló al Montsià), penetra fins a la Selva, al Vallès, a la Conca de Barberà i al Matarranya, i excepcionalment reapareix al Solsonès i a Andorra. Des del nivell del mar fins als 1300 m d'altura. També cap al sud, per les comarques del Baix Maestrat al Baix Segura, entre 0 i 950 msnm. A les Illes en troba a Mallorca, Menorca, Eivissa i Cabrera, fins als 800 m d'altura.

## Taxonomia
És un gènere molt pròxim al gènere Brassica. Hirschfeldia és un gènere monotípic, és a dir, que conté una sola espècie, anomenada Hirschfeldia incana, que abans rebia el nom de Brassica geniculata. És molt semblant a la mostassa negra (Brassica nigra), però és més baixa, biennal i té fulles en roseta.

## Usos
La planta jove es menja amb oli i suc de llimona a algunes parts de Grècia. Les fulles tendres es mengen crues en amanides, i les llavors crues o cuites. Es poden moldre i després barrejar la pols amb aigua i menjar. Té propietats expectorants, antiafòniques i antitussígenes.
S'ha comprovat que el citró bioacumula metalls pesants (zinc, coure, plom i cadmi), i per tant, pot ser emprada en fitoremediació.

## Galeria

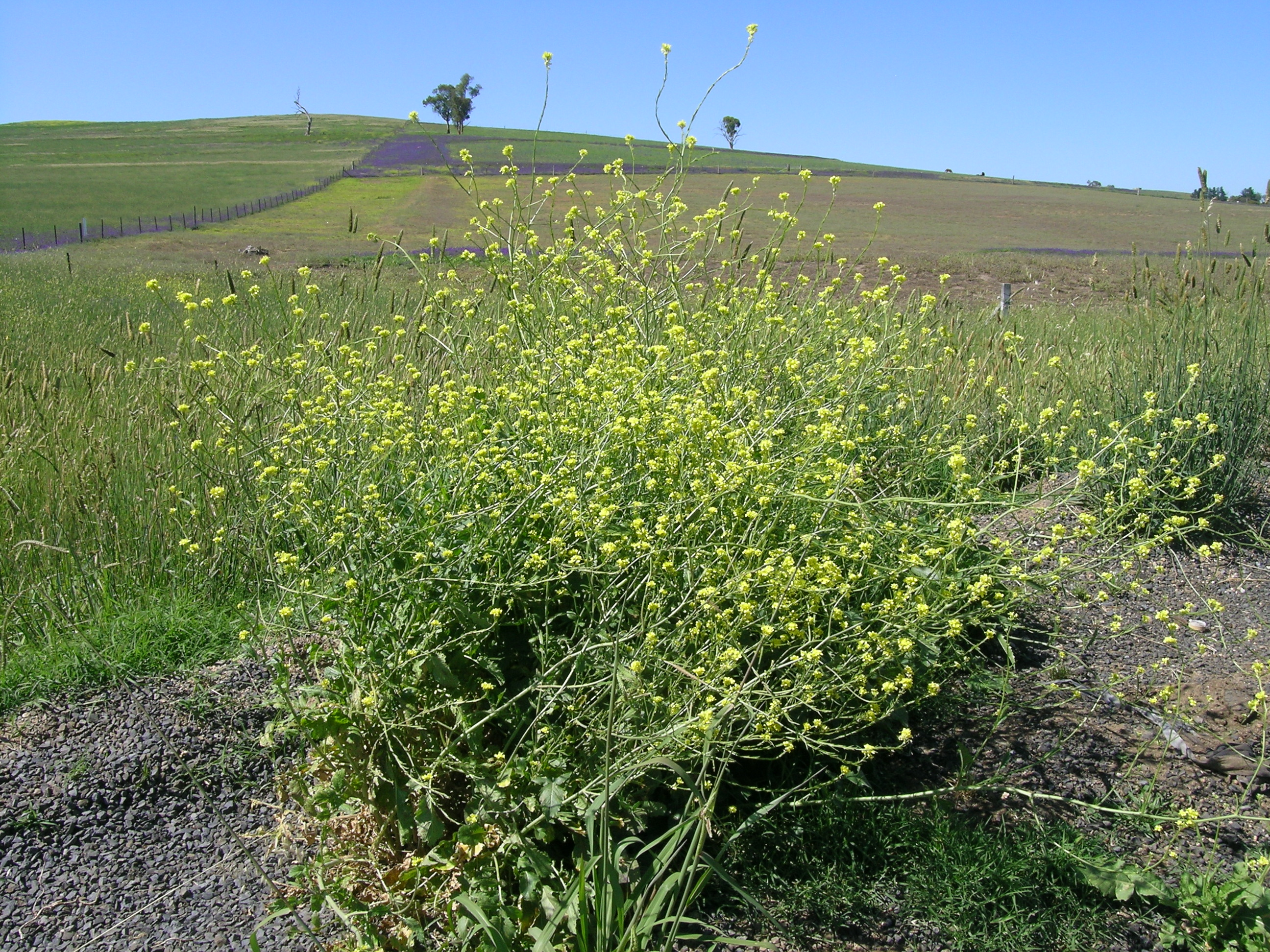
Individu al camp
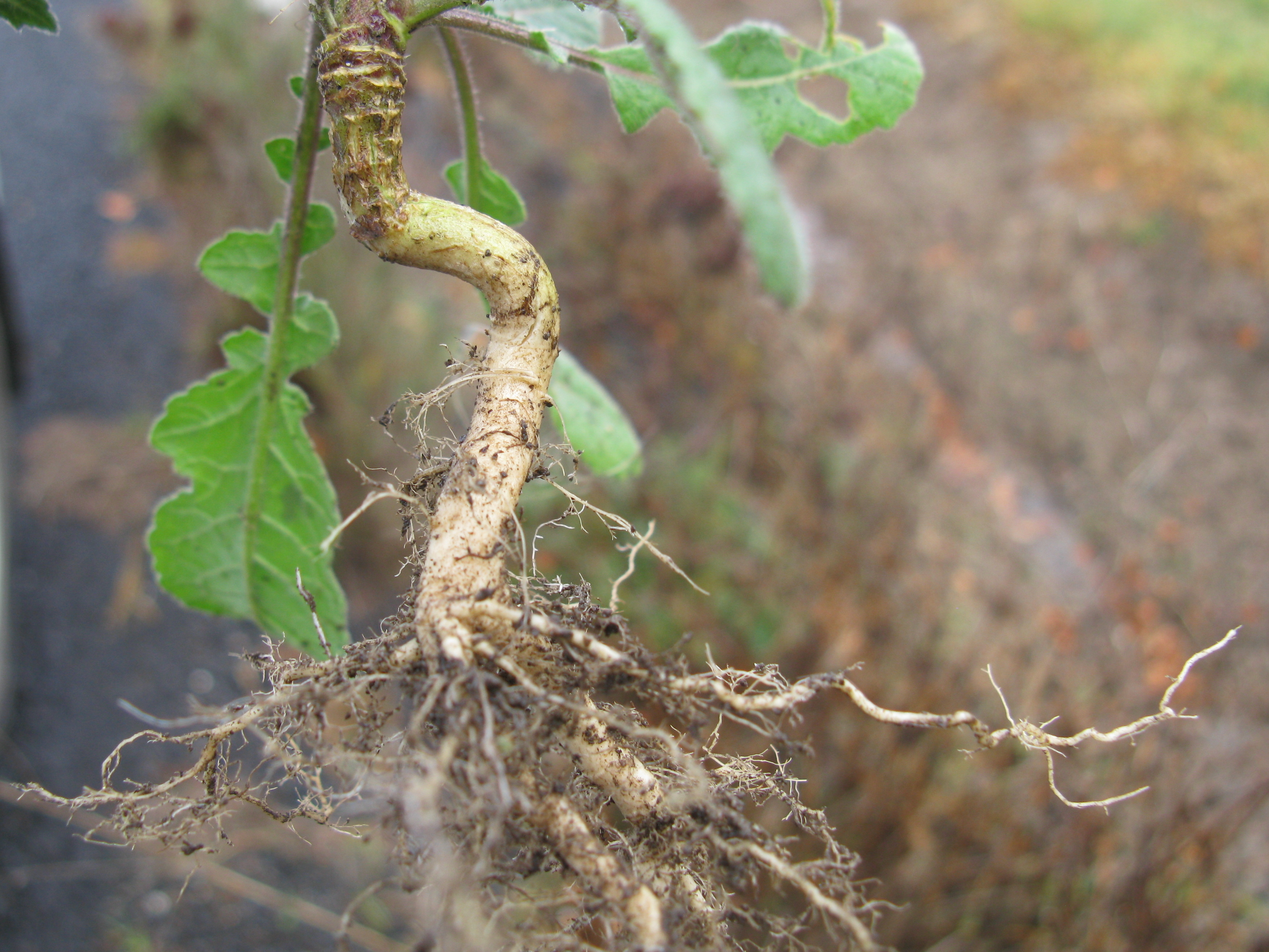
Arrel
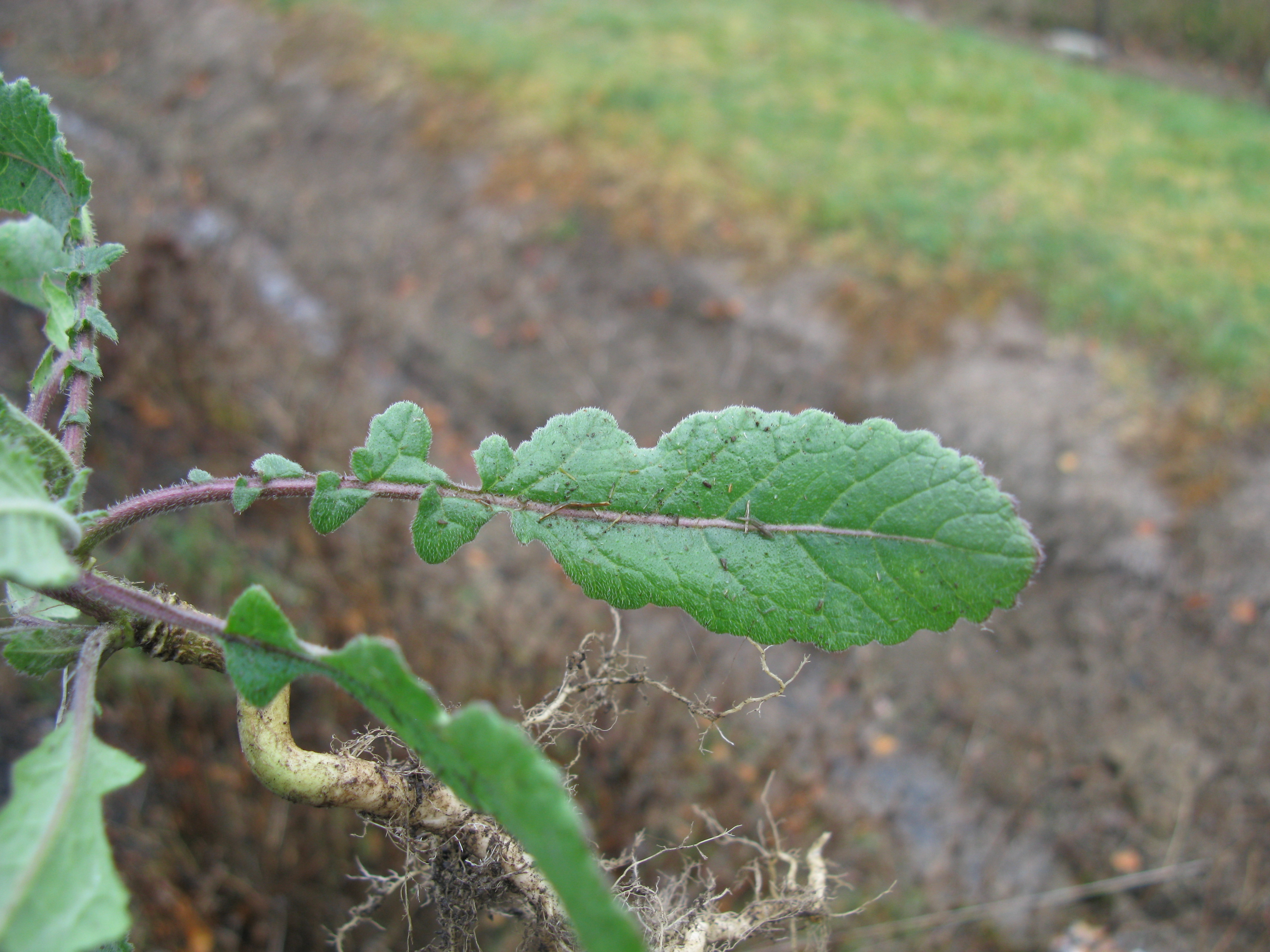
Fulla amb el lòbul apical molt gran
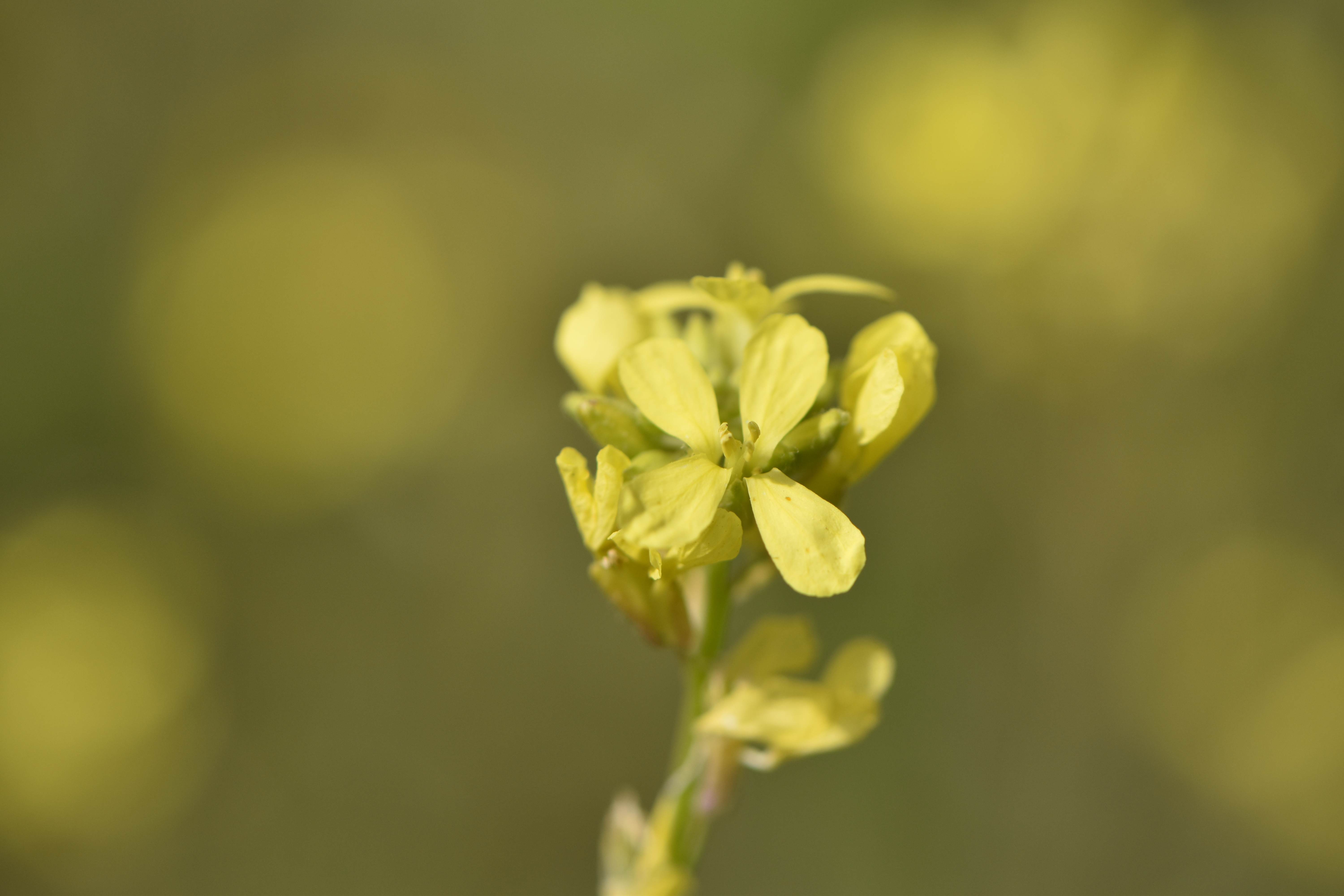
Flors
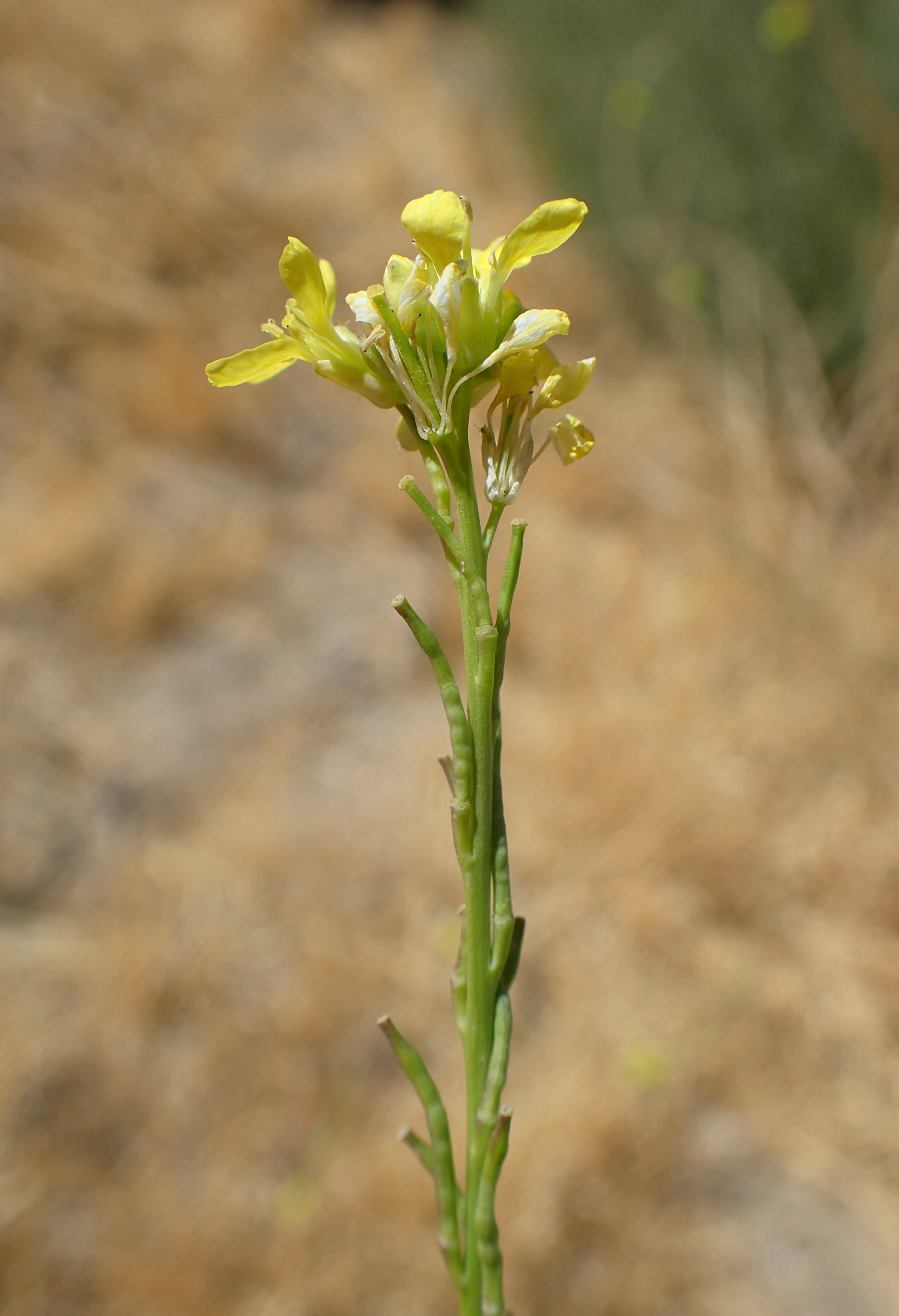
Flors amb fruits
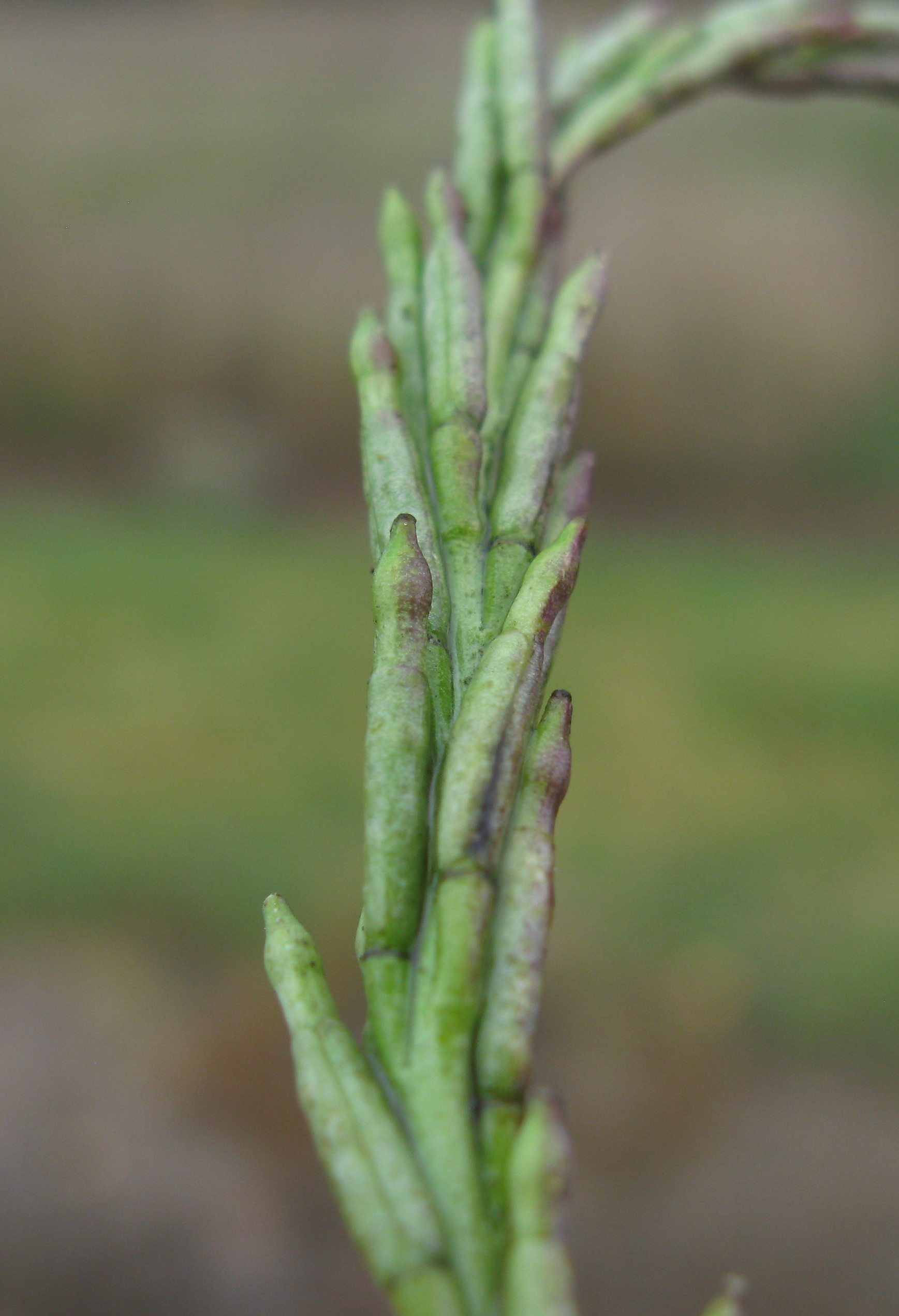
Fruits típicament aplicats contra la tija